# تشارلز ليل

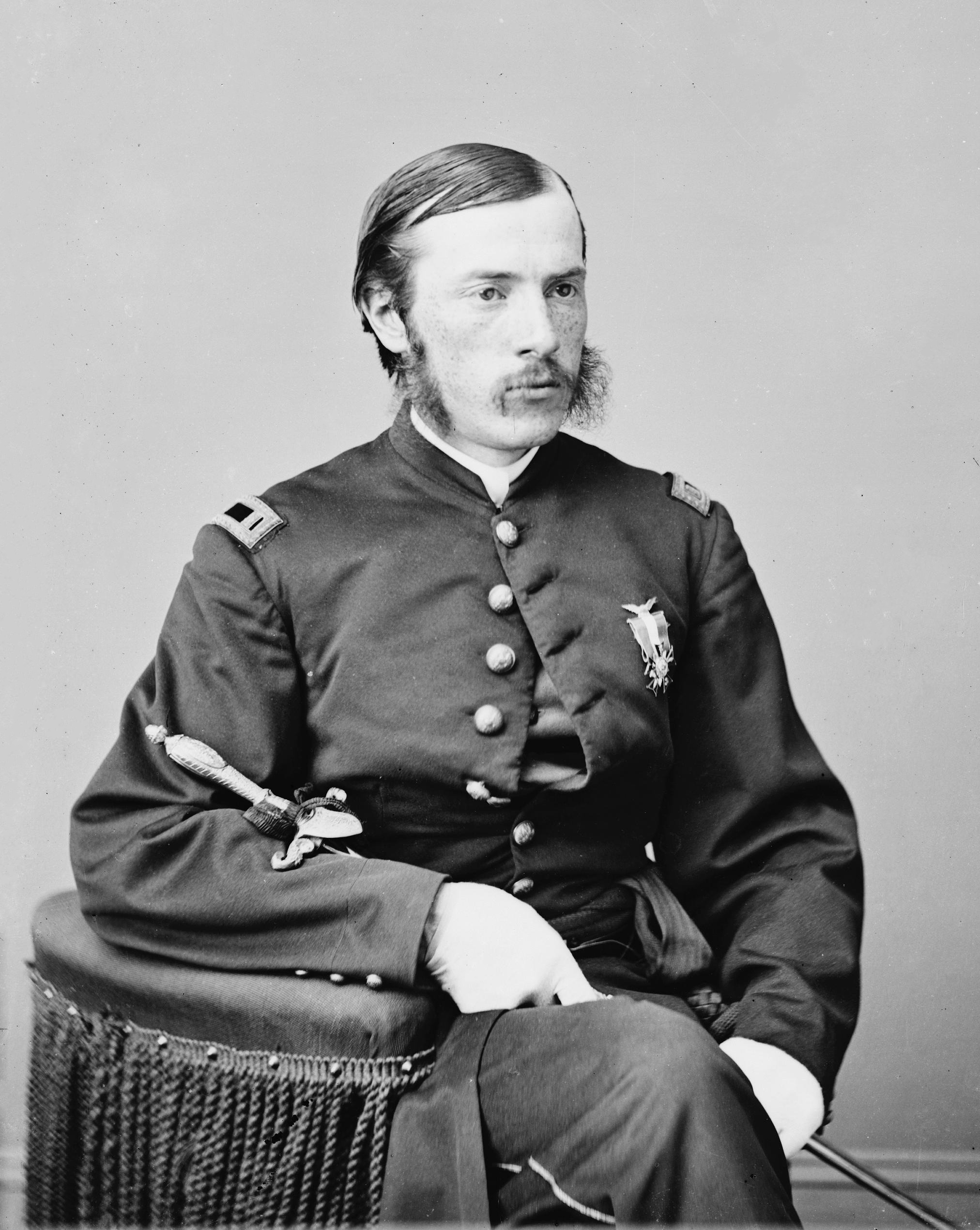
تشارلز ليل بزي الجيش الاتحادي

تشارلز أغسطس ليل (بالإنجليزية: Charles Augustus Leale) ـ (26 مارس 1842 ـ 13 يونيو 1932) هو جراح أمريكي، خدم في الجيش الاتحادي أثناء الحرب الأهلية الأمريكية. في 14 أبريل 1865، كان ليل أول طبيب يصل إلى المقصورة الرئاسية في مسرح فورد بعد أن أطلق جون ويلكس بوث النار على الرئيس أبراهام لينكولن في مؤخر رأسه. وقد أسهمت جهود ليل العاجلة في الحفاظ على حياة الرئيس مؤقتًا حتى صباح اليوم التالي.

## الواقعة
كان ليل حاضرًا بملابسه المدنية في مسرح فورد عندما أطلق بوث النار على لينكولن. وفور أن رأى ليل ذلك، هُرع إلى المقصورة الرئاسية، فوجد لينكولن منهارًا على كرسيه بين ذراعي زوجته التي كانت تبكي بحرقة. أُذن لتشارلز ليل أن يؤدي عمله، وكان لينكولن فاقد الوعي ومشلولًا ويلتقط أنفاسه بصعوبة:
وضع ليل الرئيس على الأرض، ونظرًا لأنه ظن أن الرئيس طُعن في كتفه، أخذ يبحث عن جروح. ولما لم يجد، ولاحظ أن إنساني عيني لينكولن متسعان، نظر فوجد «كتلة كبيرة من الدم المتخثر أسفل الخط المنحني العلوي بحوالي بوصة، وإلى اليسار من خط منتصف العظم القذالي ببوصة ونصف البوصة في مؤخر الجمجمة»، فأدرك أن الرئيس قد أصيب بالرصاص. وبعد أن فحص الجرح، تبين أن حالة الرئيس تتحسن إذا أزيل الدم المتخثر، فاستمر في إزالة الدم المتخثر كلما تجمع. وقد سمح أثناء ذلك للممثلة لورا كين بوضع رأس الرئيس على صدرها. وقد حكم ليل على حالة الرئيس المتردية بأن «الجرح مميت، ويستحيل أن يتعافى»، وأُعلن ذلك في طول البلاد وعرضها.